# Fiat Argo
Fiat Argo – samochód osobowy klasy aut miejskich produkowany pod włoską marką Fiat od 2017 roku.

## Historia i opis modelu

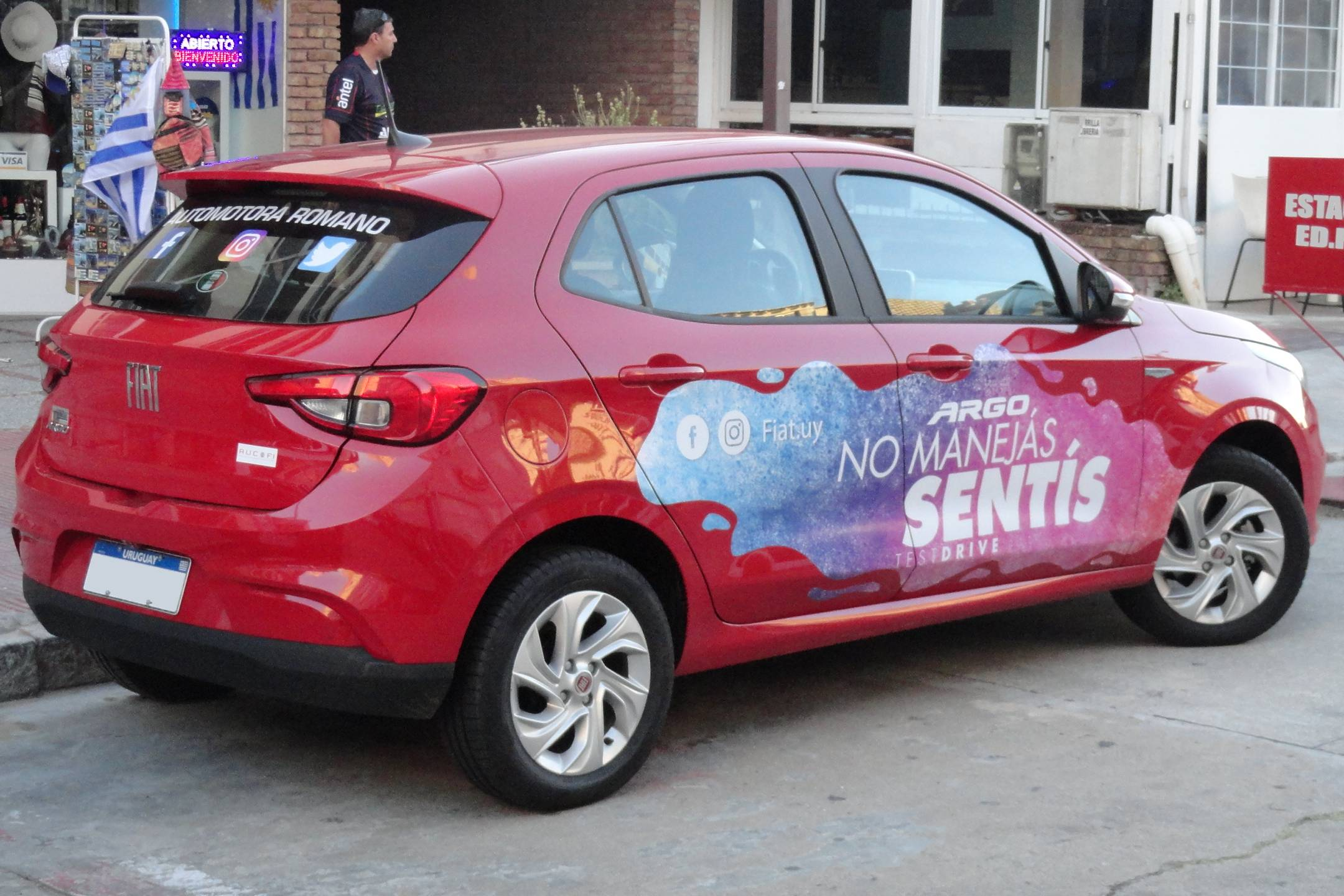
Fiat Argo - tył

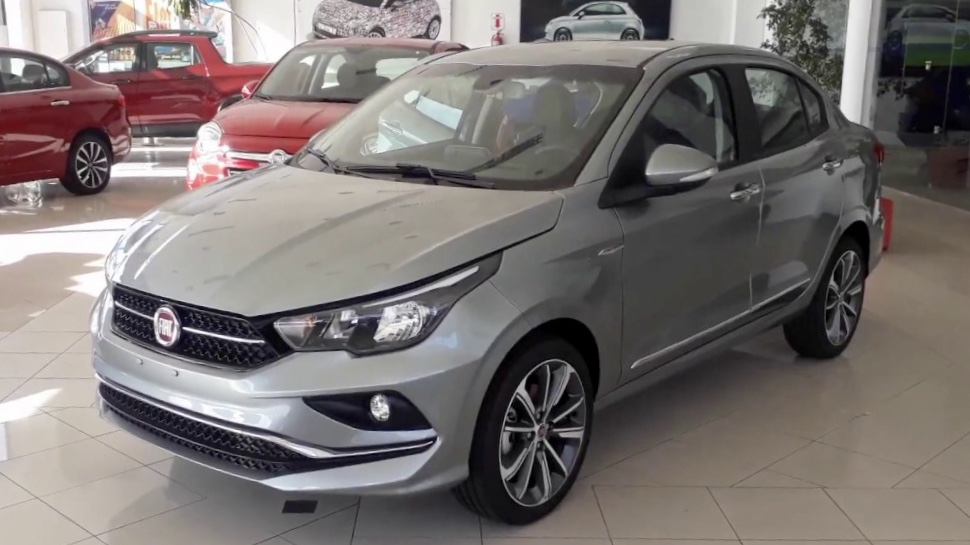
Fiat Cronos

Samochód został po raz pierwszy zaprezentowany w maju 2017 roku jako następca dwóch miejskich modeli oferowanych w Brazylii - Palio II oraz Punto Evo. Każda z trzech jednostek napędowych pojazdu zasilana może być benzyną lub etanolem.

### Wersje wyposażeniowe
- Drive
- Precision
- HGT

W zależności od wersji wyposażeniowej, auto wyposażone może być m.in. w system ABS i ESP, elektryczne sterowanie szyb, elektryczne sterowanie lusterek, światła do jazdy dziennej wykonane w technologii LED, światła przeciwmgłowe, wielofunkcyjną kierownicę, klimatyzację automatyczną, tempomat, system multimedialny z ekranem dotykowym oraz 17-calowe alufelgi, a także fotochromatyczne lusterko wsteczne.